# Ліззі Фелан
Елізабет «Ліззі» Фелан (псевдонім) англ. Lizzie Phelan, справжнє ім'я Елізабет Кокер (англ. Elisabeth Cocker) — британська журналістка, репортер і пропагандист путінського режиму у Європі. Співпрацює з Russia Today, Press TV, Pravda.ru, Voltaire Network.
Відома своїми проросійськими репортажами та коментарями з фронтів Громадянської війни в Лівії, війни у Сирії та Лівані.
З січня 2019 директор новоствореного прокремлівського ЗМІ Redfish, яке входить до медіа-групи Russia Today та орієнтоване на німецьку аудиторію

## Виноски
1. ↑  Європейська правда: Кремль активізував нові пропагандистські ЗМІ у Німеччині [Архівовано 26 січня 2019 у Wayback Machine.]. 25.01.2019
2. ↑  Frankfurter Allgemeine: Kremls neue Medien [Архівовано 25 січня 2019 у Wayback Machine.].(нім.) 21.01.2019